# Yannick Cortie
Yannick Cortie (Amsterdam, 7 mei 1993) is een Nederlands voetballer die doorgaans speelt als centrale verdediger. In juli 2020 verruilde hij IJsselmeervogels voor SteDoCo.

## Clubcarrière
Cortie speelde in de jeugd van FC Utrecht en werd in 2011 opgenomen in het belofteteam van de Domstedelingen. Zijn aflopende verbintenis verlengde hij in mei 2014 tot de zomer van 2016, met een optie voor nog één jaar. Op 8 augustus debuteerde de verdediger in het eerste elftal. Op die dag verloor Utrecht met 2–0 op bezoek bij PEC Zwolle. Cortie viel na een half uur spelen in voor Christian Kum. Op 31 augustus 2015 werd hij tot het einde van het seizoen 2015/16 verhuurd aan Helmond Sport.
In de zomer van 2016 verliet Cortie zijn werkgever FC Utrecht en ook Helmond Sport had geen interesse in een langer verblijf van de verdediger. Proefstages bij Go Ahead Eagles, RKC Waalwijk en 1. FC Magdeburg mondden niet uit een contract. Op 8 november 2016 tekende Cortie een contract tot het einde van het seizoen bij het Duitse Teutonia Watzenborn-Steinberg, spelend in de Regionalliga Südwest. Aan het begin van het seizoen 2017/18 verkaste Cortie naar IJsselmeervogels. Drie jaar later nam SteDoCo hem over.